# 完顏仲
完颜仲，本名石古乃，女真完颜氏宗室子弟。

## 传记
完颜仲體貌魁偉，通女直、契丹、漢字。其兄完颜斡魯為統軍，喜愛仲的才能，想要让他学习做官的事，每当处理事时，常在左右，遇事就問他，應對如流，斡魯赞叹道：「此子必為令器。」皇統初，充任護衛，授世襲謀克。天德元年（1149年），代其兄完颜活女濟州萬戶，管区治理的很好。任濱州刺史，因守母丧离任。丧期未满起用知積石軍事，轉任同知河南尹。
正隆六年，伐宋，任神勇軍副都總管。與大軍一起回到北方，任同知大興尹，带兵二千，增援遵化驻軍。防备契丹。升遷西南路招討使，兼天德軍節度使，当政崇尚忠信，处理案件公平，蕃部不敢寇邊。召回任為左副都點檢，宿衛嚴謹，样样事都有規矩，後來者遵照他的办法，没有人能变更。世宗曾对侍臣说：「石古乃进來值班，我睡得更安稳」
五年（1165年），宋人請和，作为侄國，不稱臣，仲任報問使。仲請教與宋主相見的禮儀，金世宗说：「宋主亲自起立接书，就交给他」到了宋，宋人一一按礼仪办事。正隆用兵那时，宋人俘获商州刺史完顏守能回去，到这时，仲带着守能一起回来，世宗嘉奖了他。轉任都點檢，兼侍衛親軍都指揮使，遷河南路統軍使，世宗说：「你在宫中时，小心畏慎。河南控制江、淮，是國家的重地，你应更加努力。」賜廄馬、金帶、玉吐鶻。後来有罪，被解職。过了很久，起用為西北路招討使，改任北京留守，去世。

## 家庭
- 父：完颜娄室
- 兄：完颜活女
- 兄：完颜谋衍